# Цецилии Метеллы
Мете́ллы  (лат. Metelli) — одна из ветвей древнеримского плебейского рода Цецилиев. Геральдическим знаком Метеллов являлся «слон». Первым из рода Цецилиев, кто стал носить когномен Метелл (лат. Metellus), был Луций Цецилий Метелл Дентер, консул 284 года до н. э.

## Известные Метеллы
- Луций Цецилий Метелл Дентер — консул 284 до н. э.
- Луций Цецилий Метелл — консул 251 до н. э. и 247 до н. э., великий понтифик;.
- Квинт Цецилий Метелл — консул 206 до н. э.
- Квинт Цецилий Метелл Македонский.
- Луций Цецилий Метелл Кальв — консул 142 до н. э.
- Квинт Цецилий Метелл Балеарский — консул 123 до н. э., цензор 120 до н. э. (?)
- Квинт Цецилий Метелл Нумидийский.
- Луций Цецилий Метелл Далматик — консул 119 до н. э., великий понтифик.
- Луций Цецилий Метелл Диадемат — консул 117 до н. э., цензор 115 до н. э.
- Марк Цецилий Метелл — консул 115 до н. э.
- Гай Цецилий Метелл Капрарий — консул 113 до н. э., цензор 102 до н. э.
- Квинт Цецилий Метелл Непот — консул 98 до н. э.
- Квинт Цецилий Метелл Пий — консул 80 до н. э., великий понтифик.

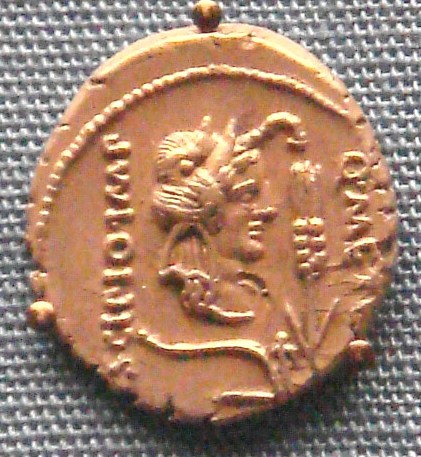
Серебряный денарий с изображением консула 52 года до н. э. Квинта Цецилия Метелла Пия Сципиона.

- Квинт Цецилий Метелл Критский — консул 69 до н. э.
- Луций Цецилий Метелл — консул 68 до н. э.
- Квинт Цецилий Метелл Целер — консул 60 до н. э.
- Квинт Цецилий Метелл Непот — консул 57 до н. э.
- Квинт Цецилий Метелл Пий Сципион Назика — консул 52 до н. э.